# HD113158
HD113158 — хімічно пекулярна зоря спектрального класу A4, що має видиму зоряну величину в смузі V приблизно  7,9.
Вона  розташована на відстані близько 430,3 світлових років від Сонця.